# Lanton

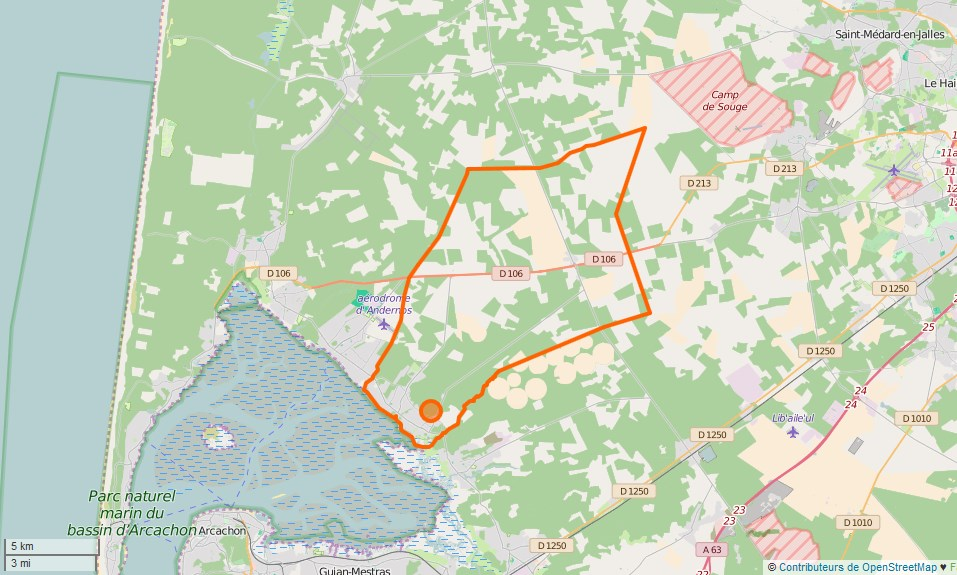
Gemeindegrenzen von Lanton

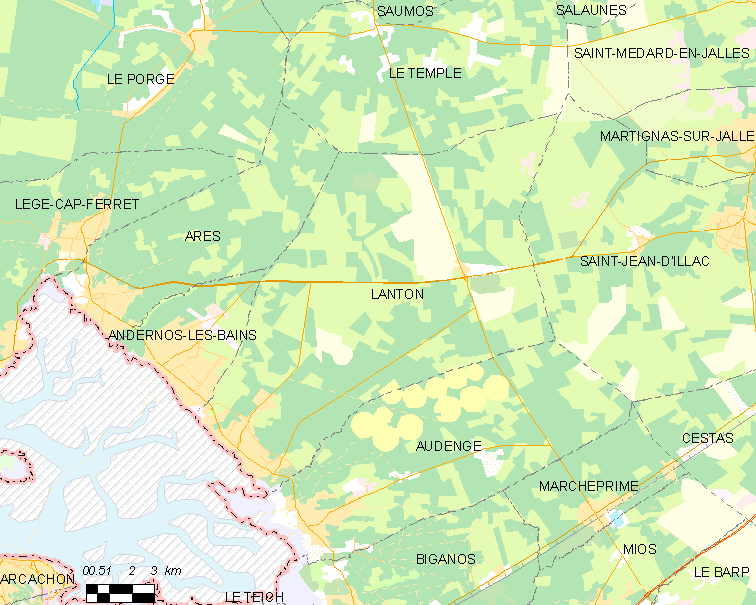
Umgebungskarte von Lanton

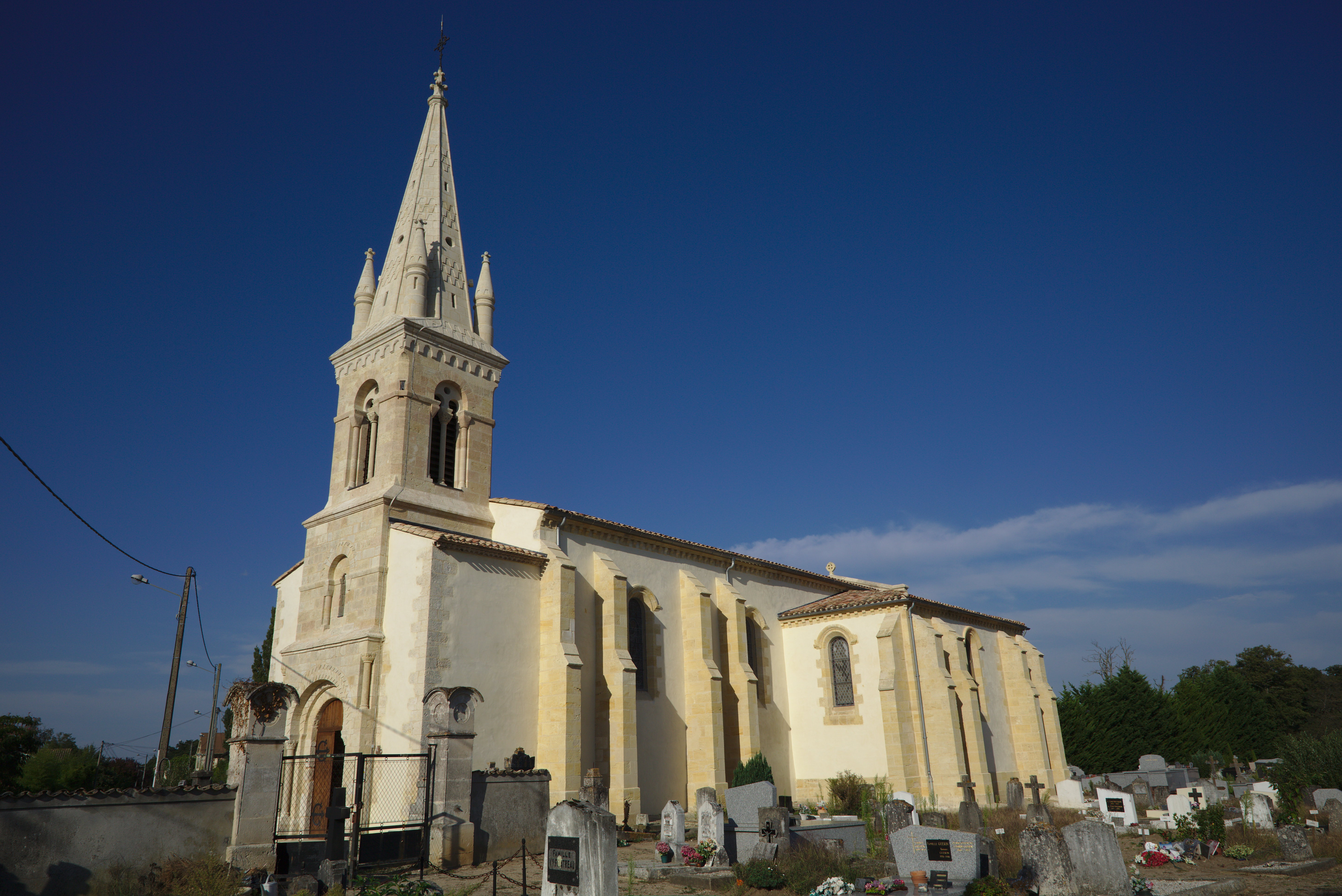
Kirche Notre-Dame

 Lanton  ist eine französische Stadt im Département Gironde in der Region Nouvelle-Aquitaine.  Während Lanton im Jahr 1962 noch über 1.401 Einwohner verfügte, zählt man aktuell 7.315 Einwohner (Stand 1. Januar 2022).
Die Gemeinde gehört zum Kanton Andernos-les-Bains im Arrondissement Arcachon. Flächenmäßig gesehen gehört die Gemeinde zu den größten in Frankreich überhaupt. Lanton setzt sich aus den Ortsteilen Blagon, Taussat, Cassy und  Lanton zusammen.
Lanton ist nordöstlich von Arcachon am gegenüberliegenden Ufer des Bassin d’Arcachon gelegen und ist Uferzone des Meeresnaturparks Bassin d’Arcachon. Lanton selbst gehört zum Regionalen Naturpark Landes de Gascogne. Andernos-les-Bains und Audenge sind die Nachbargemeinden.

## Bevölkerungsentwicklung
| Jahr                      | 1962 | 1968 | 1975 | 1982 | 1990 | 1999 | 2009 | 2016 |
| Einwohner                 | 1401 | 1567 | 1668 | 2535 | 3734 | 4962 | 6162 | 6725 |
| Quelle: Cassini und INSEE |      |      |      |      |      |      |      |      |

## Sehenswürdigkeiten
- Kirche Notre-Dame

## Gemeindepartnerschaften
Seit 1993 ist Lanton partnerschaftlich verbunden mit Lodosa in der Autonomen Gemeinschaft Navarra in Spanien und seit 2007 mit der italienischen Gemeinde Ameglia in Ligurien.